# Carapicuíba
Carapicuíba es un municipio brasileño del estado de São Paulo, que tiene una población estimada hacia el año 2006 de 389.634 habitantes y una superficie de 35 km², lo que da una densidad demográfica de 11.141,9 hab/km².
Sus límites son los municipios de Barueri al oeste y norte, Osasco al este, Cotia al sur y Jandira al oeste. La ciudad cuenta con el servicio de trenes de la línea B de la "Compañía Paulista de Trenes Metropolitanos" (CPTM). Es municipio desde el año 1964, cuando se emancipó de Barueri.